# J-Power
J-Power è il nome commerciale con cui è nota l'azienda giapponese Electric Power Development Co., Ltd. (電源開発株式会社?, Dengen Kaihatsu Kabushiki-gaisha), attiva nel settore della produzione di energia elettrica.

## Attività
L'azienda gestisce tutta la rete di cavi elettrici nelle 4 principali isole dell'arcipelago giapponese e produce energia elettrica principalmente dal carbone e dalle fonti idriche; possiede anche alcuni impianti di produzione di energia eolica e sta costruendo la centrale nucleare di Ohma, che dovrebbe entrare in funzione nel 2021 (precedente obiettivo era il 2014).

## Storia
Dopo la seconda guerra mondiale il comandante supremo delle forze alleate impose lo smantellamento della Nihon Hassoden K.K. (日本発送電株式会社 Nihon Hassōden Kabushiki-gaisha), all'epoca gestore della rete elettrica e fornitore governativo di energia. L'azienda statale venne divisa in tante parti che operano nelle varie regioni del paese, tuttavia nel Giappone post-bellico quasi nessun investitore aveva la possibilità di investire nel settore della ricerca e sviluppo, per questo il governo occupante statunitense tornò parzialmente sui suoi passi dando origine, il 19 settembre 1952 ad una agenzia governativa che si occupasse di questo settore, dando vita alla Electric Power Development Company.
Nel 1997 il governo giapponese ha reso pubblica l'intenzione di privatizzare la EDPC e nel 2004 il processo è stato completato con l'ingresso dell'azienda nel Tokyo Stock Exchange.